# سكوت بيكر (عالم الأحياء البحرية)
سكوت بيكر (بالإنجليزية: Scott Baker)‏ هو عالم الأحياء البحرية أمريكي، ولد في 10 أغسطس 1954 في برمنغهام في الولايات المتحدة.